# 穆克沙-基泰霍羅茨卡
48°40′11″N 26°37′10″E / 48.66972°N 26.61944°E
穆克沙-基泰霍羅茨卡（羅馬化：Mushka Kytaihorodska，直译：“穆克沙河畔中國城”），1946-2016年年間名爲若夫特內韋（羅馬化：Zhovtneve，直译：“十月”），是烏克蘭的村落，位於該國西部赫梅利尼茨基州，由卡緬涅茨-波多利斯基區斯洛比德卡-庫利奇耶韋茨卡市鎮管轄，始建於1923年，面積1.52平方公里，2001年人口1,967。

## 地理
該村位於穆克沙河畔，該河為德涅斯特河左支流。
該村位在卡緬涅茨-波多利斯基東南郊。